# Jan Helcl
Jan Helcl (* 1941) je bývalý český fotbalista, útočník.

## Fotbalová kariéra
V československé lize hrál za Spartak Motorlet Praha. Nastoupil v 8 ligových utkáních a dal 3 ligové góly.

## Ligová bilance
| Ročník                                   | Zápasy | Góly | Klub                   |
| ---------------------------------------- | ------ | ---- | ---------------------- |
| 1. československá fotbalová liga 1963/64 | 8      | 3    | Spartak Motorlet Praha |
| CELKEM 1. liga                           | 8      | 3    |                        |